# Куусанкоскі
Куусанкоскі (фін. Kuusankoski) — колишнє місто Фінляндії, нині частина міста Коувола, у провінції Кюменлааксо.

## Географія
Куусанкоскі розташоване на південному-сході Фінляндії, за 130 км від столиці країни міста Гельсінкі.

## Клімат
| Кліматограма Куусанкоскі                                                                                                  | Кліматограма Куусанкоскі | Кліматограма Куусанкоскі | Кліматограма Куусанкоскі | Кліматограма Куусанкоскі | Кліматограма Куусанкоскі | Кліматограма Куусанкоскі | Кліматограма Куусанкоскі | Кліматограма Куусанкоскі | Кліматограма Куусанкоскі | Кліматограма Куусанкоскі | Кліматограма Куусанкоскі |
| --- | ------------------------ | ------------------------ | ------------------------ | ------------------------ | ------------------------ | ------------------------ | ------------------------ | ------------------------ | ------------------------ | ------------------------ | ------------------------ |
| С | Л                        | Б                        | К                        | Т                        | Ч                        | Л                        | С                        | В                        | Ж                        | Л                        | Г                        |
| 55 −4 −9 | 47 −4 −8                 | 41 1 −6                  | 40 8 −1                  | 47 15 6                  | 74 19 11                 | 72 22 14                 | 71 20 13                 | 58 15 9                  | 62 7 3                   | 60 2 −1                  | 62 −1 −5                 |
| Середня макс. і мін. температури повітря (°C) Атмосферні опади (мм), за рік : 689 мм. Джерело: «Climate-Data.org» (англ.) |                          |                          |                          |                          |                          |                          |                          |                          |                          |                          |                          |

## Історія
Куусанкоскі було створене у 1921 році шляхом відокремлення промислово розвинених частин муніципалітетів Іїтті та Валкеала.
У 1973 році Куусанкоскі отримало статус міста. Найбільшими підприємствами міста були паперова та целюлозна фабрики «Kymmene Oy». 
31 грудня 2008 року Куусанкоскі, Аньяланкоскі, Елімякі, Яала, Валкеала та Коувола були об'єднані в один населений пункт.

## Відомі персоналії
Уродженці
- Тайсто Таммі — фінський співак, виконавець танго.
- Ану Пентік[fi] — фінська дизайнерка, творчиня бренду «Pentik».
- Ерккі Катая[fi] — фінський легкоатлет, призер Олімпійських ігор.
- Ісмо Камесакі — фінський борець.

Мешканці
- Арво Аскола — фінський легкоатлет, олімпійський медаліст.
- Самі Гююпя — фінський футболіст, захисник.
- Тар'я Турунен — фінська співачка, композиторка.